# ジェノヴァ地下鉄
ジェノヴァ地下鉄 (イタリア語: Metropolitana di Genova) は、イタリア、リグーリア州、ジェノヴァの中心部と、その郊外の北西を結ぶ1路線からなるライトメトロである。路線は現在、ジェノヴァ市の公共交通機関を運営する「Azienda Mobilità e Trasporti」によって運営されている。
地下鉄の長さは5 kmであり、複線の標準軌（1,435 mm）。直流750ボルトで電化されている。トレニタリアの主要停車駅である、プリンチペ駅の地下駅とは直接接続している。第1区は、ブリン駅からディネグロ駅までの2.6kmであり、FIFAワールドカップに合わせて1990年6月13日に開通した。この路線は、1992年にプリンチペ駅まで、2003年にサン・ジョルジョ/カリカメント駅まで、2005年にデ・フェッラーリ駅（フェッラーリ広場の地下駅）まで、2012年12月22日にブリーニョレ駅まで延長された。

## 駅一覧
| カタカナ                        | イタリア語表記         | 駅間キロ | 営業キロ | 乗換         | 開業   | 地上／地下 |
| ------------------------------- | ---------------------- | -------- | -------- | ------------ | ------ | ---------- |
| ブリン駅                        | Brin                   | 0.0      | 0.0      |              | 1990年 | 地上区間   |
| ディネグロ駅                    | Dinegro                | 2.5      | 2.5      |              | 1990年 | 地下区間   |
| プリンチペ駅                    | Principe               | 0.5      | 3.0      | トレニタリア | 1992年 | 地下区間   |
| ダルセナ                        | Darsena                | 0.6      | 3.6      |              | 2003年 | 地下区間   |
| サン・ジョルジョ駅              | San Giorgio            | 0.7      | 4.3      |              | 2003年 | 地下区間   |
| サルザーノ/サンタゴスティーノ駅 | Sarzano/ Sant'Agostino | -        | -        |              | 2006年 | 地下区間   |
| デ・フェッラーリ駅              | De Ferrari             | 1.2      | 5.5      |              | 2005年 | 地下区間   |
| ブリーニョレ駅                  | Brignole               | 1.6      | 7.1      | トレニタリア | 2012年 | 地上区間   |